# Semente de girassol

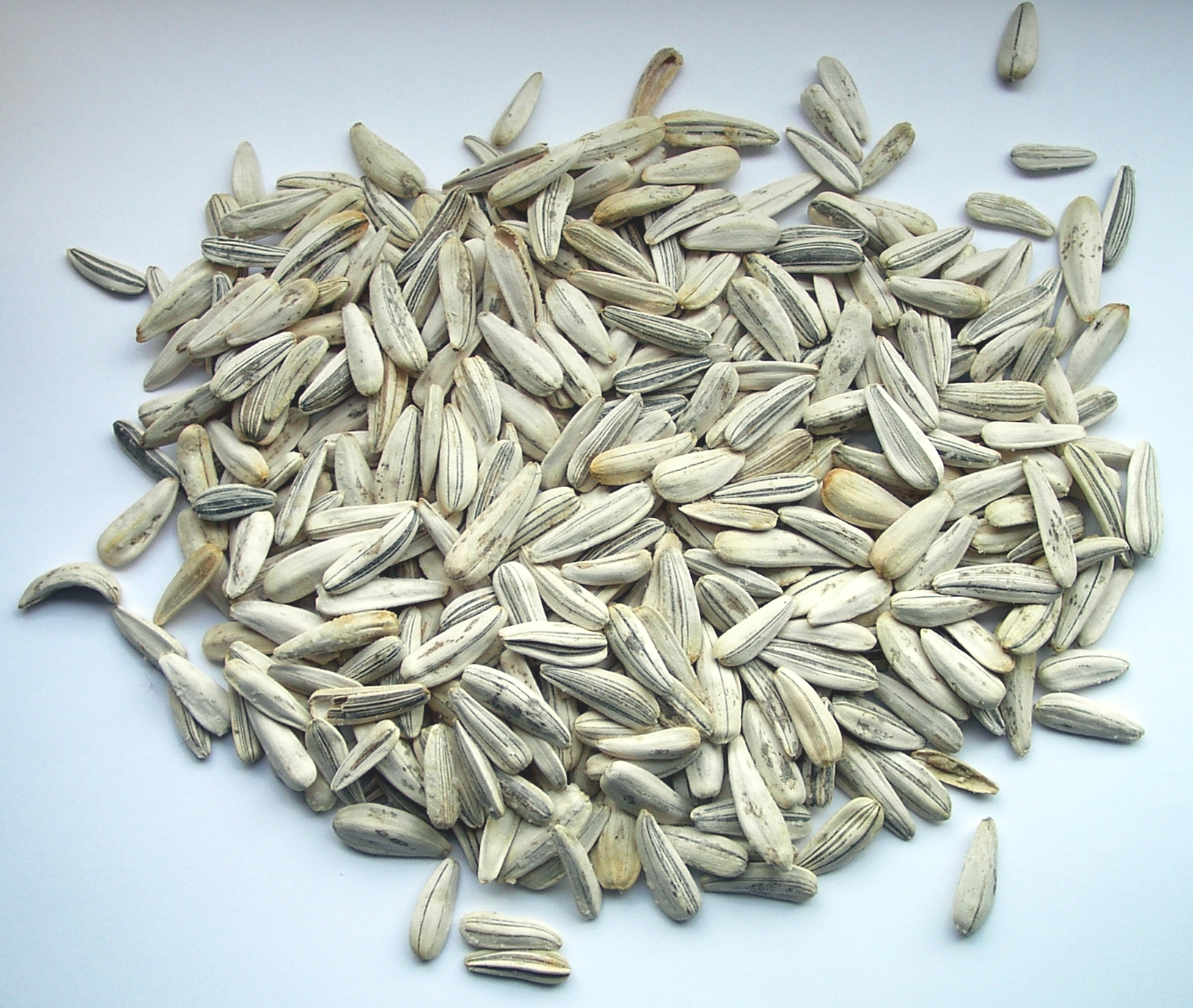
Sementes de girassol salgadas.

As sementes de girassol são aquénios de Helianthus annuus, planta da família das Solanáceas (Pamplona, p. 72), que secos e salgados, consomem-se como aperitivo, descascando a casca externa ou pericarpo. Existem poucas variedades de sementes de girassol, dependendo do cultivar da planta. Além de se empregar na alimentação humana, algumas delas usam-se na alimentação animal, especialmente de aves.

## Produção mundial
| País                                     | Produção em 2018 (toneladas anuais) |
| ---------------------------------------- | ----------------------------------- |
| Ucrânia                                  | 14.165.170                          |
| Rússia                                   | 12.755.725                          |
| Argentina                                | 3.537.545                           |
| Roménia                                  | 3.062.690                           |
| China                                    | 2.550.000                           |
| Turquia                                  | 1.949.229                           |
| Bulgária                                 | 1.927.040                           |
| Hungria                                  | 1.832.212                           |
| França                                   | 1.247.936                           |
| Estados Unidos                           | 959.990                             |
| Espanha                                  | 950.346                             |
| Fonte: Food and Agriculture Organization |                                     |

## Consumo
Existem três formas mais comuns de consumo desse alimento: crua (depois de terem sido secas), torrada (se o tempo para tostá-las for muito longo perde-se muitas propriedades nutritivas) e amassada em purê (tritura-se a semente sem a casca até formar uma pasta homogênea) (Pamplona p. 73).

## Uso medicinal
A semente de girassol é um dos alimento muito ricos em vitamina E, vitamina B1, magnésio, ferro fósforo e cálcio (ibid., p. 72). Seu aporte de nutrientes faz com que seu consumo seja indicado em casos: de arteriosclerose, afecções cardíacas, quando há excesso de colesterol, afecções da pele, afecções nervosas, diabetes, afecções cancerosas e até mesmo para suprir necessidades nutritivas (ibid., p. 72-73).

### Arteriosclerose
A grande quantidade de ácido linoleico e vitaminas B1 e E a torna muito útil em caso de arteriosclerose ou excesso de colesterol (ibid., p. 73).